# Леандро Моргалла
Леандро Моргалла (нім. Leandro Morgalla, нар. 13 вересня 2004, Біденкопф, Німеччина) — німецький футболіст, захисник австрійського клубу «Зальцбург».
На правах оренди грає в клубі «Ліферінг».

## Ігрова кар'єра

### Клубна
Леандро Моргалла починав свої виступи в юнацькій команді клубу «Унтергахінг». У 2014 році він приєднався до молодіжної команди клубу «Мюнхен 1860». 30 січня 2022 року футболіст зіграв свою першу гру на професійному рівні. Коил вийшов на заміну у матчі Третьї ліги проти кельнської «Вікторії».
Провівши ще один сезон у складі «Мюнхен 1860», влітку 2023 року Моргалла перейшов до австрійського клубу «Зальцбург», з яким підписав п'ятирічний контракт. 29 листопада 2023 року захисник дебютував у груповому раунді Ліги чемпіонів, вийшовши на поле у матчі проти іспанського «Реал Сосьєдад».
Разом з цим Моргалла грає за фарм - клуб «Зальцбурга» — клуб Другої Бундесліги «Ліферінг».

### Збірна
13 жовтня 2023 року Леандро Моргалла зіграв першу гру у складі молодіжної збірної Німеччини.